# Naoto Ōtake
Naoto Ōtake (大嶽 直人?, Ōtake Naoto; 18 ottobre 1968) è un ex calciatore giapponese, di ruolo difensore.

## Palmarès

### Nazionale
- Coppa d'Asia: 1

1992